# Universitat Queen Mary de Londres
Universitat Queen Mary de Londres, oficialment Queen Mary University of London i informalment Queen Mary, QMUL o QM) és una universitat pública de recerca situada a Londres, Regne Unit i una universitat constitutiva de la Universitat Federal de Londres. Amb arrels que daten de 1785, la reina Maria es va formar per la fusió de les quatre universitats històriques, i des de la seva incorporació a la Universitat de Londres en 1915, ha crescut fins a esdevenir una de les més grans universitats.
El campus principal de la reina Maria es troba a la zona de Mile End de l'East End de Londres, amb altres escoles a Holborn, Smithfield i Whitechapel. Compte amb al voltant de 17.000 estudiants a temps complet i 4.000 personal. i una facturació anual de £ 350 milions i un ingrés anual de recerca de 100 milions de lliures. Al voltant del 20 per cent dels seus estudiants provenen de fora del Regne Unit. Queen Mary està organitzat en tres facultats - la Facultat d'Humanitats i Ciències Socials de la Facultat de Ciències i Enginyeria i Barts i The London School de Medicina i Odontologia - dins dels quals hi ha 21 departaments i instituts acadèmics.

## Història
Orígens de la universitat es troben a les fusions, al llarg dels anys, dels quatre col·legis majors: Queen Mary College, Westfield College, Hospital de la Universitat Mèdica de Sant Bartomeu i el London Hospital Universitari. El 1989 es va fusionar amb el Queen Mary Westfield College per formar Queen Mary & Westfield Col·legi. Encara que l'ensenyament es va iniciar al London Hospital de la Universitat Mèdica en 1785, no va arribar a ser part de Queen Mary fins a 1995. En aquest mateix any les dues escoles de medicina es van fusionar per formar l'Escola de Medicina i Odontologia Queen Mary & Westfield Col·legi. El 2000, la universitat va adoptar el títol de treball de la Universitat Queen Mary de Londres, alhora que conserva el nom legal Queen Mary and Westfield College. En 2013 el nom legal de la institució es va canviar a la Universitat Queen Mary de Londres.

## Organització i administració
Queen Mary and Westfield College va ser establert per llei del Parlament i la concessió d'una Carta Reial el 1989, després de la fusió de Queen Mary College (incorporat per carta el 1934) i Westfield College (incorporat en 1933). La Carta ha posteriorment va ser revisat en tres ocasions: el 1995 (com a resultat de la fusió de l'Escola amb l'Barts i la London School de Medicina i Odontologia), el 2008 (com a resultat del Consell Privat adjudicació del títol universitari adjudicació Poders, i en juliol de 2010 (després d'un examen de la governança).

## Perfil acadèmic
Queen Mary té al voltant de 3.000 empleats, que ensenyen i la recerca a través d'una àmplia gamma de temes en les Humanitats, Ciències Socials i Lleis, Medicina i Odontologia i Ciències i Enginyeria. Gairebé 17.000 alumnes estudien en les 21 escoles i instituts acadèmics, amb poc més de 30 per cent provinent de l'estranger i representen 130 diferents països. Queen Mary atorga més de 2 milions de lliures esterlines en beques a estudiants de postgrau potencials per a l'any 2011/12 acadèmic.
Una enquesta del personal en l'any 2011 va trobar que el personal de la reina Maria eren molt motivat, orgullós de treballar al Queen Mary, ha considerat que el Queen Mary és un bon lloc per treballar, i va poder veure la millora constant de més de 12 mesos.

## El sindicat d'estudiants de la Queen Mary
El sindicat d'estudiants de la Queen Mary (QMSU) uneix els diferents clubs i associacions de la reina Maria. Està format per un president i tres vicepresidents. El president és responsable del funcionament del sindicat i és el principal testaferro de l'organització.